# Imiiakhtakh
Imiiakhtakh (en rus: Ымыяхтах) és un poble de la república de Sakhà, a Rússia, que el 2018 tenia 1.289 habitants, pertany al districte de Namtsi.